# 39e Assemblée générale de l'Île-du-Prince-Édouard
La 39e Assemblée générale de l'Île-du-Prince-Édouard fut en séance du 6 avril 1920 au 23 juin 1923. Le parti libéral dirigé par John Howatt Bell forma le gouvernement.
C. Gavin Duffy fut élu président.
Il y eut quatre sessions à la 39e Assemblée générale :
| Session | Début        | Fin           |
| ------- | ------------ | ------------- |
| 1re     | 6 avril 1920 | 22 mai 1920   |
| 2e      | 10 mars 1921 | 27 avril 1921 |
| 3e      | 14 mars 1922 | 3 mai 1922    |
| 4e      | 20 mars 1923 | 2 mai 1923    |

## Membres

### Kings
| Circonscription | Membre de l'assemblée | Membre de l'assemblée | Parti        | Conseiller | Conseiller                                   | Parti        |
| --------------- | --------------------- | --------------------- | ------------ | ---------- | -------------------------------------------- | ------------ |
| 1er Kings       |                       | Daniel C. MacDonald   | Libéral      |            | Harry D. McLean                              | Conservateur |
| 2e Kings        |                       | Robert N. Cox         | Libéral      |            | James P. McIntyre                            | Libéral      |
| 3e Kings        |                       | John A. Dewar         | Conservateur |            | James J. Johnston                            | Libéral      |
| 4e Kings        |                       | Wallace B. Butler     | Libéral      |            | William G. Sutherland Mark H. Bonnell (1922) | Libéral      |
| 5e Kings        |                       | Stephen S. Hessian    | Libéral      |            | James David Stewart                          | Conservateur |

### Prince
| Circonscription | Membre de l'assemblée | Membre de l'assemblée                             | Parti                    | Conseiller | Conseiller                                 | Parti   |
| --------------- | --------------------- | ------------------------------------------------- | ------------------------ | ---------- | ------------------------------------------ | ------- |
| 1er Prince      |                       | Benjamin Gallant Jeremiah Blanchard (1922)        | Libéral                  |            | Christopher Metherall                      | Libéral |
| 2e Prince       |                       | Albert Charles Saunders                           | Libéral                  |            | William H. Dennis                          | Libéral |
| 3e Prince       |                       | Aubin-Edmond Arsenault Adrien F. Arsenault (1922) | Conservateur             |            | Alfred Edgar MacLean Thomas MacNutt (1922) | Libéral |
| 4e Prince       |                       | John Howatt Bell                                  | Libéral                  |            | Walter Maxfield Lea                        | Libéral |
| 5e Prince       |                       | James A. MacNeill John F. MacNeill (1922)         | Conservateur Indépendant |            | Creelman MacArthur                         | Libéral |

### Queens
| Circonscription | Membre de l'assemblée | Membre de l'assemblée   | Parti        | Conseiller | Conseiller        | Parti   |
| --------------- | --------------------- | ----------------------- | ------------ | ---------- | ----------------- | ------- |
| 1er Queens      |                       | Murdock Kennedy         | Conservateur |            | Cyrus W. Crosby   | Libéral |
| 2e Queens       |                       | Bradford William LePage | Libéral      |            | George E. Hughes  | Libéral |
| 3e Queens       |                       | Peter Brodie            | Libéral      |            | David McDonald    | Libéral |
| 4e Queens       |                       | James C. Irving         | Libéral      |            | Frederick J. Nash | Libéral |
| 5e Queens       |                       | Edmund T. Higgs         | Libéral      |            | C. Gavan Duffy    | Libéral |